# Audrain County
Audrain County är ett administrativt område i delstaten Missouri, USA, med 25 529 invånare. Den administrativa huvudorten (county seat) är Mexico.

## Geografi
Enligt United States Census Bureau har countyt en total area på 1 805 km². 1 795 km² av den arean är land och 10 km² är vatten.

### Angränsande countyn
- Monroe County - nord
- Ralls County - nordost
- Pike County - öst
- Montgomery County - sydost
- Callaway County - syd
- Boone County - sydväst
- Randolph County - nordväst

### Orter
- Centralia (delvis i Boone County)
- Farber
- Laddonia
- Martinsburg
- Mexico (huvudort)
- Vandalia (delvis i Ralls County)